# Tài nguyên tái tạo

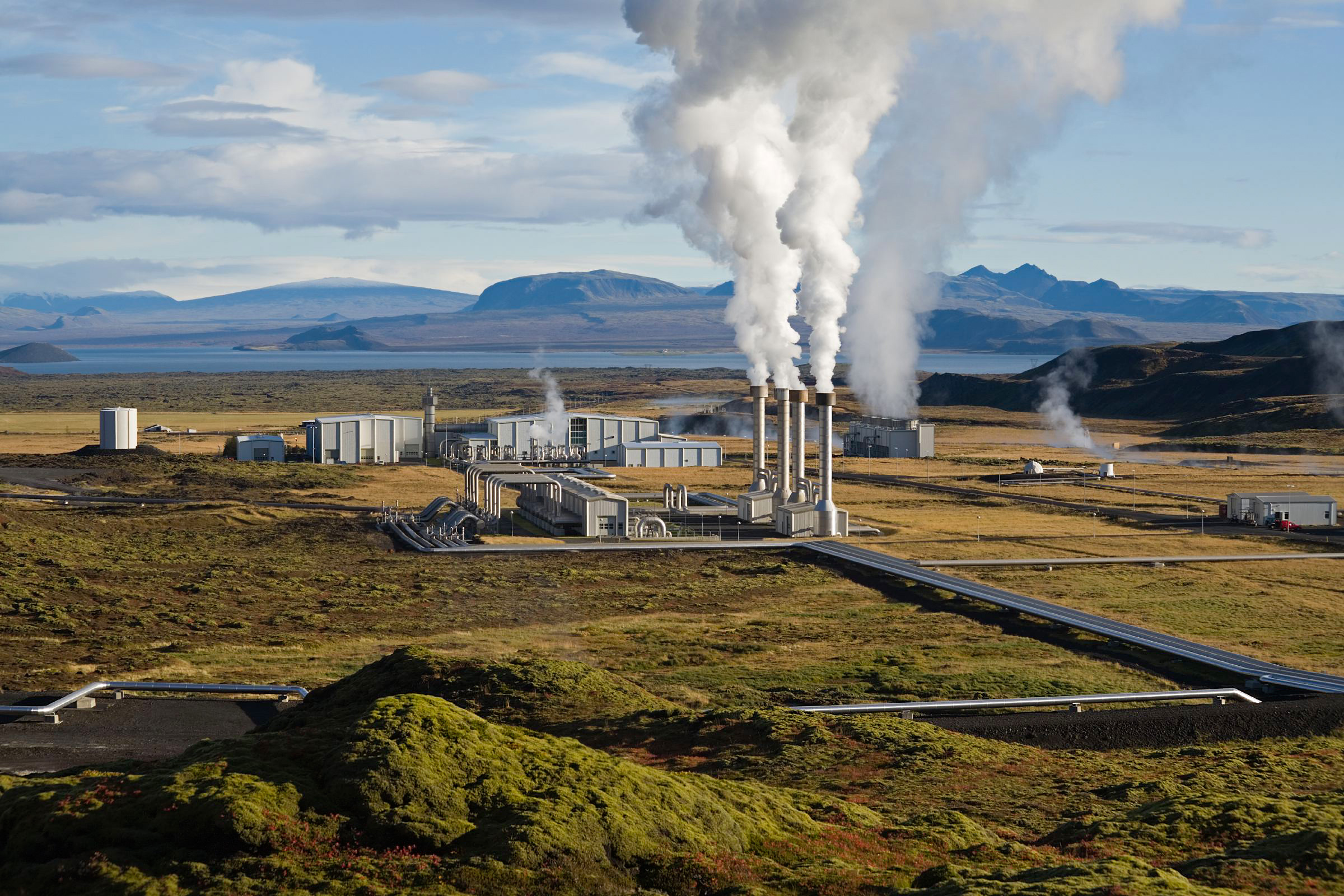
Nhà máy điện địa nhiệt Nesjavellir ở Iceland là một ví dụ năng lượng tái tạo.

Tài nguyên tái tạo là tài nguyên thiên nhiên có thể bổ sung theo thời gian, hoặc thông qua sinh sản sinh học hoặc các quá trình tự nhiên theo định kỳ khác. Tài nguyên tái tạo là một phần của môi trường tự nhiên của Trái Đất và các thành phần lớn nhất của sinh quyển của nó. Đánh giá chu kỳ sống tích cực là một chỉ số quan trọng của phát triển bền vững của tài nguyên. Năm 1962, Paul Alfred Weiss định nghĩa Tài nguyên có thể tái sinh như: "phạm vi tổng số các sinh vật sống cung cấp cho con người thực phẩm, sợi, thuốc, vv..".
Tài nguyên tái tạo có thể là công suất cho năng lượng tái tạo. Tuy nhiên, nếu tốc độ các nguồn tài nguyên tái tạo được tiêu thụ vượt quá tốc độ tái tạo, sự tái tạo và tính bền vững sẽ không được đảm bảo.
Thuật ngữ nguồn tài nguyên tái tạo cũng mô tả các hệ thống như nông nghiệp bền vững và tài nguyên nước, khai thác bền vững nguồn tài nguyên tái tạo (tức là duy trì một tốc độ tái tạo dương) có thể làm giảm ô nhiễm không khí, ô nhiễm đất, phá hủy môi trường sống và suy thoái đất.
Xăng dầu, than đá, khí tự nhiên, dầu diesel và các sản phẩm khác có nguồn gốc từ nhiên liệu hóa thạch, cũng như các khoáng sản, là những nguồn tài nguyên không tái tạo mà không có sản lượng bền vững.